# إستري بلانتش
إستري بلانتش (بالفرنسية: Estrée-Blanche)‏ هي بلدية تقع في إقليم باد كاليه من منطقة نور با دو كاليه في شمال فرنسا. تبلغ مساحة هذه المدينة 5.32 (كم²)، وترتفع عن سطح البحر 43 م، يبلغ عدد سكانها 928 نسمة حسب إحصاء المعهد الوطني للإحصاء والدراسات الاقتصادية سنة 2009 م. وترأس Bernard Delétré البلدية خلال فترة (2008-2014).